# Брик (брод)
Брик је дрвени једрењак средње величине са два јарбола и једрима крстастог типа. На почетку 18. вијека брик је трговачки а касније и ратни брод.
Ратни брикови имају депласман 200 до 700 t, дужину 26 до 36 m, ширину 6—9 а висину трупа 4—5 m. Поморска и маневарска својства су била одлична а брзина је била до 11 чворова. Већина брикова је имала 2 јарбола исте висине а на њима 3—5 крстастих једара.
Ратни брикови су имали једну наткривену палубу са 12—20 топова калибра до 16 цм, са посадом до 148 људи. Кориштени су за заштиту конвоја, извиђање и друге помоћне задатке.
Трговачки брикови су имали сличне димензије ратним, али посаду од 10—12 људи са 2—6 топова. На Јадранском мору у 18. и 19. вијеку ово је најчешћи тип брода.
Крајем 19. вијека брикови нестају јер су замијењени бродовима на парни погон.